# Mælifell (ås)
Mælifell är en ås i republiken Island. Den ligger i regionen Norðurland eystra, 210 km nordost om huvudstaden Reykjavík. Toppen är 1 178 meter över havet.